# Blissus leucopterus
Espèce
Blissus leucopterus, une espèce de " punaise des céréales " est un petit insecte d'Amérique de l'ordre des Hemiptera et de la famille des Blissidae.

## Taxonomie
Il est le représentant le plus commun du genre Blissus, qui sont tous des punaises (chinch bug).

### Alimentation
Ces punaises se nourrissent de tiges d'herbes (dont des céréales), dont elles sucent la sève,.

## Description
Blissus leucopterus adulte fait environ 4 mm de long. Sa couleur varie d'un rouge foncé au brun pour le corps avec des ailes transparentes et des pattes rouges. Les nymphes sont typiquement rouges et font la moitié de la taille d'un adulte. Une bande blanche sur leur abdomen est un signe distinctif.

## Écologie et distribution
On le retrouve à travers le sud du Canada, aux États-Unis et en Amérique centrale. 